# ولیکندل
ولیکندل (به لاتین: Velikkandal) یک منطقهٔ مسکونی در سری‌لانکا است که در استان شمالی (سری‌لانکا) واقع شده‌است.